# Zigera jankowskii
Zigera jankowskii är en fjärilsart som beskrevs av Charles Oberthür 1881. Zigera jankowskii ingår i släktet Zigera och familjen nattflyn. Inga underarter finns listade i Catalogue of Life.